# NGC 7363
NGC 7363 في الفهرس العام الجديد، هي مجرة، تقع في كوكبة الفرس الأعظم. اكتشفت في 27 أغسطس 1865 بواسطة هاينريش لويس دريست.

## روابط خارجية
- NGC 7363 على موقع ويكي سكاي: DSS2, SDSS, GALEX, IRAS, Hydrogen α, X-Ray, Astrophoto, Sky Map, Articles and images